# 本亚明·许布纳
本亚明·许布纳（德語：Benjamin Hübner，1989年7月4日—），德國足球運動員，司職後衛。受持续的伤病影響，2022年12月6日，本亚明·许布纳宣布退役。他的兄弟也是职业足球运动员，他的父亲是法兰克福足球俱乐部的体育总监。